# Fuad Backović-Deen
Deen (născut Fuad Backović 12.04.1982 în Sarajevo) este un cântăreț popular din Bosnia și Herțegovina. Numele lui de scenă este Deen.

## Biografie

### Carieră muzicală
La vârsta de 12 ani, Fuad Backović Deen a făcut primii pași în industria muzicală prin înregistrarea primei melodii. Piesa a fost înregistrată într-un studio muzical numit Studio Number 1, deținută de PBSBiH. În 1997, Backović a devenit solistul trupei de băieți din Bosnia, Seven Up. Trupa a lansat două albume, Otvori oči (Deschide ochii) și Șapte. Trupa s-a bucurat de mare succes în Bosnia și țările vecine: Croația, Serbia și Muntenegru.
În 1998, Deen primit o oferta de a fi membru al unui cor de operă. Abilitățile sale vocale au fost observate de către Teatrul Național din Bosnia și Herțegovina, iar el a acceptat rolul de solist în timpul producției Carmina Burana.
Backović a fost lăudat pentru abilitățile sale vocale de Davorin Popović, Kemal Monteno, Hajrudin Varešanović și mulți alții.
Backović înregistrat duetul "Poljubi mine" (Sărută-mă) cu populara cântăreață croată Vlatka Pokos.

### Viața personală
Deen este absolvent al „Istituto Marangoni”, cu diplomă la secția business-ul modei.
Locuiește în Milano, Italia.
Recent, Deen se întâlnea cu Hana Hadžiavdagić, concurentă a show-ului „Farma”.

## Concursul Muzical Eurovision 2004
În 2004, Deen a reprezentat Bosnia și Herțegovina la Concursul Muzical Eurovision, cu melodia „In The Disco”, obținând locul 9 (91 puncte), permițându-i Bosniei și Herțegovinei participarea și în 2005.

## Concursul Muzical Eurovision 2016
Fuad a reprezentat Bosnia și Herțegovina la Concursul Muzical Eurovision 2016, pentru a doua oară, de această dată în Stockhom, Suedia, alături de Dalal Midhat-Talakić & Ana Rucner.

## Discografie

### Albume
- Otvori oči (1998)
- Seven (2000)
- Ja sam vjetar zaljubljeni (2002)
- In the Disco (2004)
- Anđeo sa greškom (2005)

### Single-uri de Top 40
- "Poljubi me" (2002)
- "Taxi" (2003)
- "In the Disco" (2004)
- "Anđeo sa greškom" (2005)
- "Priđi bliže" (2008)
- "Bez trunke srama" (2009)
- "Voli me hitno" ft. Verena Cerovina (2012)
- "Rane manje bole" (2013)